# Rambervillers
Rambervillers là một xã ở đông bắc Pháp, thủ phủ của tổng thuộc tỉnh Vosges trong vùng Grand Est. Rambervillers có diện tích 20,64 km2, dân số năm 1999 là 5999 người.
Dân địa phương tiếng Pháp gọi là Rambuvetais.

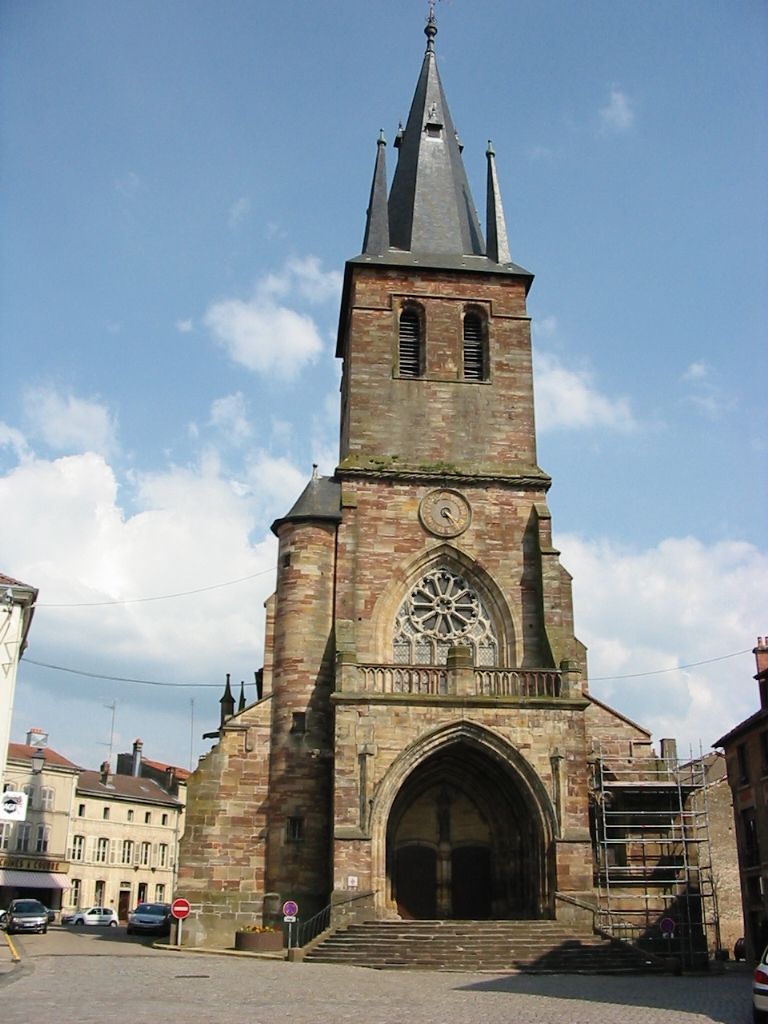
Nhà thờ Sainte-Libaire

## Biến động dân số
| Năm | 1789  | 1889  | 1900  | 1962  | 1968  | 1975  | 1982  | 1990  | 1999  | 2007  |
| --- | ----- | ----- | ----- | ----- | ----- | ----- | ----- | ----- | ----- | ----- |
| Dân số | 5 691 | 4 999 | 6 796 | 7 042 | 7 229 | 7 113 | 6 595 | 5 919 | 5 999 | 5 647 |
| From the year 1962 on: No double counting—residents of multiple communes (e.g. students and military personnel) are counted only once. |       |       |       |       |       |       |       |       |       |       |